# Hadera
Hadera (hebreo: חדרה) es una ciudad del distrito de Haifa de Israel. Según la Oficina Central de Estadísticas de Israel (CBS), a finales de 2004 la ciudad tenía una población de 75.300 habitantes. El origen del nombre proviene de la palabra árabe khadra, que significa «verde», ya que Hadera está rodeada por regiones agrícolas fértiles. Hadera cuenta con playas de más de siete km .
Hadera fue fundada en 1890 entre las ciudades de Tel Aviv y Haifa por unas 40 familias de inmigrantes rusos y del este europeo, miembros del grupo Sionista Hovevei Zion.
Muchos de los primeros emigrantes fueron afectados mortalmente por la fiebre amarilla y la malaria. Hadera es hoy una región con cultivos de naranja, limones, algodón, aguacate y plátanos, entre otros productos.
Hadera es la ciudad natal del campeón de windsurf Gal Fridman, el primer israelí en ganar una medalla de oro olímpica.

## Ciudades hermanadas
Desde el año 1986, Arno Hamburger, Presidente de la comunidad Judía de Núremberg, se esforzó en lograr un Acuerdo de Confraternidad con Hadera. Años después esta relación se convirtió en una relación de hermanamiento, con el propósito de superar las huellas causadas por el régimen nazi en Alemania.
- Núremberg, Alemania desde 1995.